# Mont Meru
Pour les articles homonymes, voir Meru (homonymie).
Ne pas confondre avec le mont Méru, un volcan du Nord de la Tanzanie.
Ne pas confondre avec le pic Meru, un sommet du Nord de l'Inde.

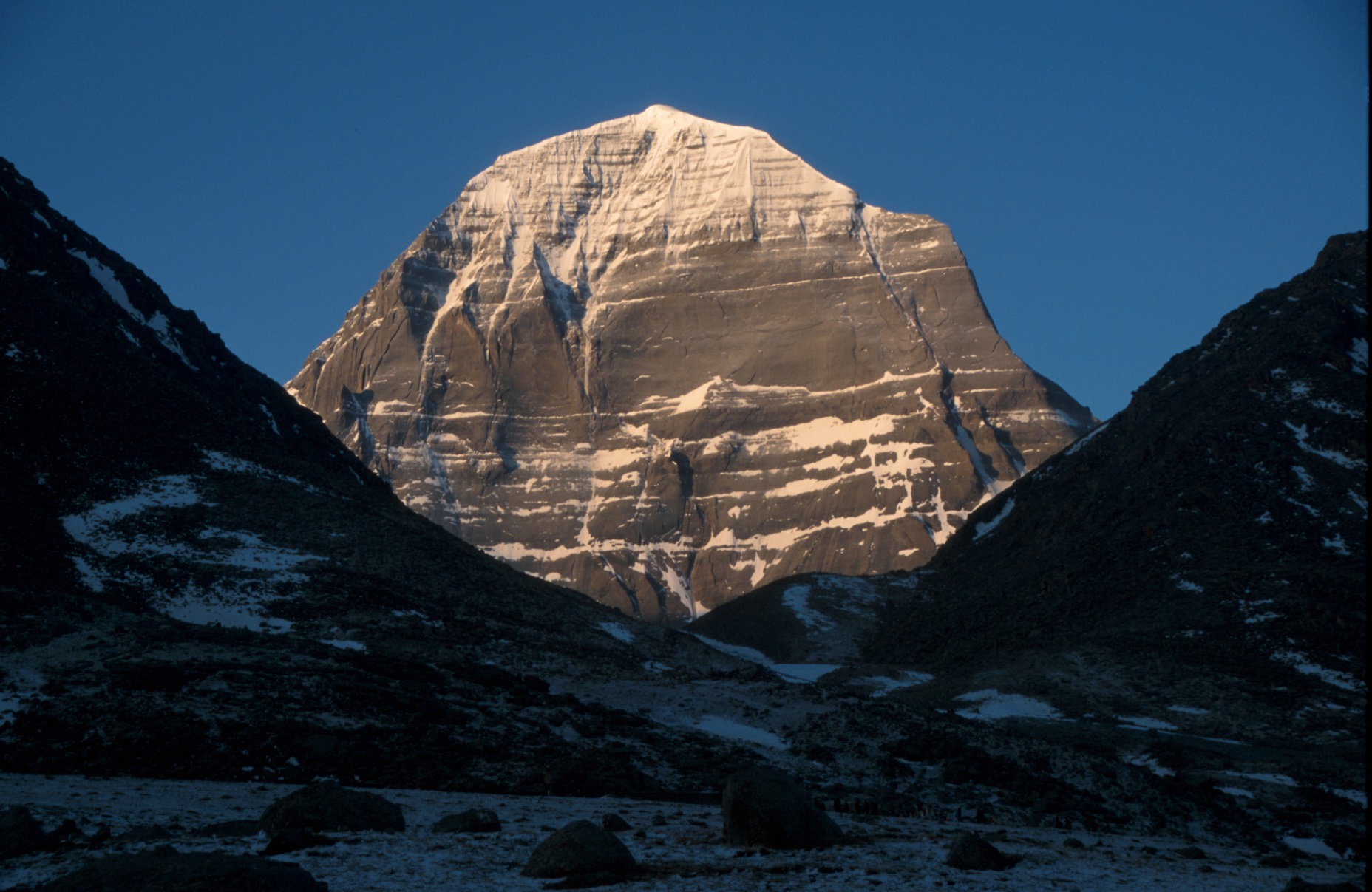
Le mont Kailash, vénéré des hindous, bouddhistes, jaïns et böns, est considéré comme étant une représentation concrète du mont Meru.

Le mont Meru est une montagne mythique, considérée comme l'axe du monde dans les mythologies persane, bouddhique, jaïne et surtout hindoue.

## Description de la montagne mythique
Le mont Meru serait haut de 80 000 lieues (450 000 km). Il serait situé au centre de la Terre, dans le Jambudvipa, un des continents dans la mythologie indienne. Il est considéré comme le séjour des dieux ou devata. Au-dessus se trouvent les cieux, en dessous les enfers, et tout autour s'étend le monde visible. C'est autour de lui que le soleil tourne. On trouve de nombreuses allusions au mont Meru dans le Rāmāyaṇa de Vālmīki, surtout dans l'épisode de l'affectation à chaque armée de singes de l'exploration de chaque direction, avec le mont Meru comme repère essentiel.

## Identification

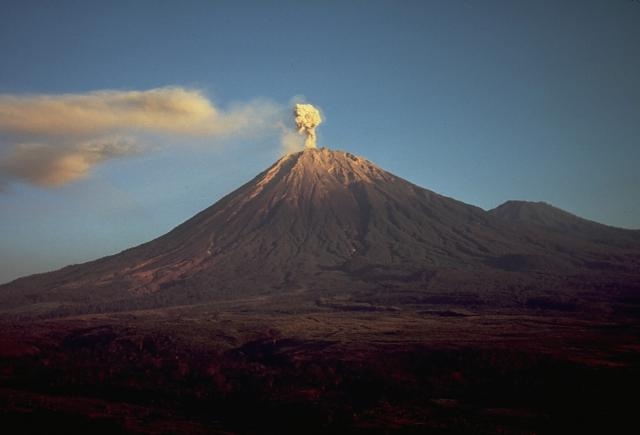
Le Semeru à Java.

Le mont Meru correspondrait, peut-être, à une montagne sur la rive occidentale du lac Manasarovar, qu'on appelle aujourd'hui le mont Kailash (son nom en sanskrit est Meru ou Sumeru).
Le volcan Semeru (Sumeru, avec le préfixe honorifique sanskrit su-, équivalent du préfixe grec eu-), dans l'est de l'île indonésienne de Java, est nommé d'après le Meru.
Un autre volcan de Java oriental, le mont Penanggungan, est aussi considéré par les Javanais comme une représentation du Meru.

## Dans la religion
Selon les hymnes védiques, au commencement, l'univers est non-être dans une masse d'eau (âpas) semblant infinie. Sans intervention du divin, un bout de terre émergea à la surface des eaux. Le roi des Dieux Indra immobilisa définitivement cette terre en tuant Vrta - démon symbôle de chaos, qui bloquait les eaux à l'intérieur du rocher - en fendant le rocher en deux pour venir écraser la tête du démon. Le rocher, fendu, s'en retrouva profondément ancré et les eaux purent jaillir librement de son sommet pour se déverser dans les quatre directions de l'univers. Le rocher a continué à grandir pour devenir la terre, de facto point d'ancrage de l'univers autour duquel gravite les constellations. Les textes purâniques ajoutent que cette montagne se nomme Meru et qu'elle est plus éblouissante que le soleil. Dans le Vishnu Purana, il est indiqué que l'arbre jambu pousse à son sommet, donnant des fruits fruits énormes, et où Brahmā fit bâtir sa demeure. Les âmes des morts y attendent leur réincarnation. Elle fait 84 000 lieues de hauteur pour 16 000 lieues de largeur, mais est plus large à son sommet qu'à sa base. La rivière Gangâ trouve sa source au sommet, et fait un tour autour du territoire de Brahmā avant de partir dans les quatre directions de l'univers.
Certaines légendes racontent que le mont Meru et Vâyou, le dieu du vent, étaient bons amis. Pourtant, le sage Nârada s'approcha de Vâyou et l'incita à humilier la montagne. Vâyou souffla à pleine force pendant un an mais Meru ne se soumit pas. Au bout d'un an, Meru relâcha ses efforts pendant quelques instants. Vâyou en profita et augmenta la force de son souffle. Alors le sommet de la montagne se détacha et tomba dans la mer où il forma une île, l'actuel Sri Lanka.

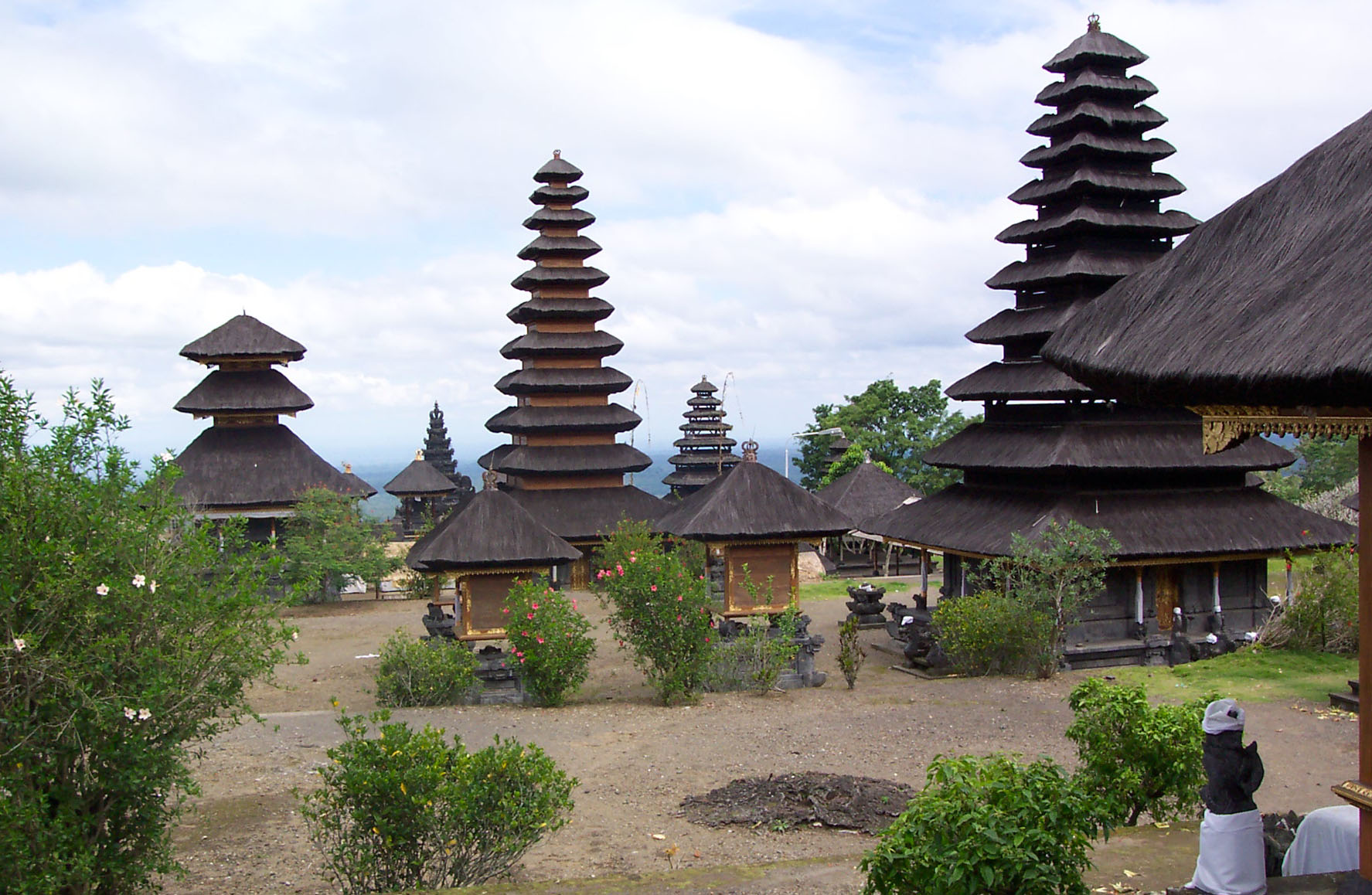
Le temple de Besakih à Bali

L'architecture des toitures des temples hindous et des pyatthats birmans, dont le nombre d'étages est toujours en nombre impair, à l'instar d'Angkor Vat au Cambodge, symbolise le mont Meru et permet de rapprocher les pratiquants de la mythologie hindoue des dieux sacrés.
On attribue au « mont Méros » la qualité de lieu de naissance du dieu Dionysos.